# Charles Gilbert Heathcote
Charles Gilbert Heathcote (* 2. März 1841 auf Conington Castle, Huntingdonshire; † 15. November 1913 im Kilmeston, Hampshire) war ein englischer Jurist, Tennisspieler und Hobbymaler.

## Leben
Heathcote wurde 1841 auf Conington Castle als Sohn von John Heathcote Huntingdon und seiner dritten Ehefrau Emily Colbourne geboren. Er studierte an den Colleges von Eton und Cambridge. Ab 1867 arbeitete er als Barrister.
1868 war er einer der Gründer des All England Lawn Tennis and Croquet Club und war an der Entwicklung der modernen Tennisregeln im Zuge des ersten Wimbledon-Turniers beteiligt. Charles nahmen von 1877 bis 1880 an den ersten Wimbledon Championships teil. Sein bestes Ergebnis erreichte er 1877, als er im Halbfinale dem späteren Sieger Spencer Gore unterlag. 1869 er heiratete Lucy Edith Wrottesley.
Heathcote starb 1913 im Haus Kilmeston Manor in Kilmeston.